# أسبوع التوعية بالأمراض العقلية
أسبوع التوعية بالأمراض العقلية (MIAW) (الذي يُعرف أيضًا باسم أسبوع التوعية بالصحة النفسية) تأسس عام 1990 من قِبل الكونغرس الأمريكي تقديرًا للجهود المبذولة من قِبل التحالف الوطني للأمراض العقلية (NAMI) للتثقيف وزيادة الوعي حول المرض العقلي. وتتم فعاليات الأسبوع كل عام خلال أول أسبوع من شهر أكتوبر. خلال هذا الأسبوع، يشترك المدافعون عن الصحة العقلية والمنظمات المعنية بالصحة العقلية في جميع أنحاء الولايات المتحدة معًا لرعاية مجموعة متنوعة من الفعاليات لتعزيز التوعية المجتمعية والتثقيف العام بشأن الأمراض النفسية مثل الاضطراب الاكتئابي الرئيسي واضطراب ثنائي القطب والفصام. تتضمن الأمثلة على الأنشطة التي تُقام خلال الأسبوع تشمل فعاليات فنية / موسيقية ودورات تعليمية يقدمها متخصصون في الرعاية الصحية وحملات دعاية ومعارض صحية وليال سينمائية ووقفات على ضوء الشموع ومسيرات.
ويعاني ما يُقدر بـ 26.2 في المائة من الأمريكيين ممن تبلغ أعمارهم 18 عامًا أو أكثر - حوالي شخص واحد من بين أربعة أشخاص بالغين - من مرض نفسي يمكن تشخيصه في أي سنة معنية. ومع ذلك، تُعتبر وصمة العار التي تحيط بالمرض النفسي هي الحائل الرئيسي الذي يمنع الأشخاص من السعي للحصول على علاج الصحة النفسية الذي يحتاجونه. ويتم تصميم برامج خلال أسبوع التوعية بالمرض العقلي تهدف لزيادة الوعي المجتمعي والمناقشة في محاولة لوضع حد لوصمة العار والدفاع عن العلاج والشفاء.
كما يتزامن أسبوع التوعية بالأمراض العقلية مع حملات مؤسسية أخرى في أوائل شهر أكتوبر مثل اليوم العالمي للصحة النفسية (الاتحاد العالمي للصحة النفسية) واليوم الوطني للكشف عن الاكتئاب (الكشف عن الصحة النفسية) واليوم الوطني بدون وصمة عار (عقول نشطة).

## وصلات خارجية
- National Alliance on Mental Illness (NAMI) website
- National Institute of Mental Health (NIMH) website
- Mental Illness Awareness Week website in Canada